# استکهلم
اِستُکهُلم (به سوئدی: Stockholm) پایتخت کشور سوئد و بزرگ‌ترین شهر این کشور و پرجمعیت‌ترین شهر در سرزمین‌های نوردیک است. جمعیت این شهر ۹۰۹٬۹۷۶ نفر است که با حومهٔ آن حدود ۱٬۳۷۲٬۵۶۵ نفر است. شهر استکهلم در شهرستان استکهلم (به سوئدی: Stockholms län) قرار دارد.
مکان استکهلم برای نخستین بار در حماسه‌های اسکاندیناوی به نام آگنافیت ذکر شده است و نام آن در کتاب شعر هیمس‌کرینگلا اسنوری استورلوسون به آگنی شاه ربط داده شده است.

## جغرافیا
این شهر به همراه حومه ۲٬۰۲۵٬۷۵۱ نفر جمعیت دارد. بخشی از محدودهٔ شهری استکهلم در اوپلاند و بخشی دیگر در سودرمان‌لاند قرار گرفته است. استکهلم در تاریخ ۳۱ دسامبر ۲۰۰۶، ۷۸۲٫۸۸۵ نفر جمعیت داشت. جمعیت محدودهٔ کلان‌شهری استکهلم ۱٬۴ میلیون نفر است. مساحت شهر ۱۸۸ کیلومتر مربع است. شهر بر روی چهارده جزیره که با پل پیوند دارند بنا شده است و این شهر و پیرامونش ۲۴٫۰۰۰ جزیره دارد. به خاطر آب‌راه‌های زیاد موجود در استکهلم، آن را «ونیز شمال» نیز نامیده‌اند. طول روز در استکهلم در اوایل تابستان بیش از ۱۸ ساعت و در اواخر پاییز در حدود ۶ ساعت است. این شهر به خاطر استفاده از وسایل نقلیه پاک و ترغیب مردم به استفاده از دوچرخه و حرکت به سمت حذف کربن از محیط شهری و البته به‌کارگیری از فناوری‌های پاک که سبب پایین آمدن میزان تولید آلاینده‌های زیست‌محیطی می‌شد به عنوان پایتخت سبز اروپا در سال ۲۰۱۰ میلادی انتخاب شد.

## آمار
بر اساس آمار ۲۲٪ جمعیت کلی کشور سوئد در استکهلم زندگی می‌کنند که ۲۹٪ تولید ناخالص ملی این کشور را شامل می‌شود. در دسامبر سال ۲۰۱۲ میلادی شمار ۲۰۱٬۸۲۱ خارجی در این شهر زندگی می‌کنند که بیشترین شمار آن مربوط به اتباع فنلاندی (۱۷٬۵۷۹) و عراقی (۱۶٬۳۷۴) هستند. بیشترین زبان مورد تکلم در این شهر سوئدی، فنلاندی، عربی، کردی، ترکی، فارسی و بوسنیایی است.

این شهر با حومه شامل ۲۶ منطقه (شهرداری) است که مناطق استکهلم با جمعیت ۸۴۶٬۹۲۸ نفر پرجمعیت‌ترین منطقه این شهر است که پس از آن بوتشیرکا (۵۴٬۲۸۰) که در جنوب غربی استکهلم واقع شده است و دانده‌رید با جمعیت ۲۵٬۸۳۰ دومین و سومین مناطق پرجمعیت این شهر هستند.

## سیاست
مقر دولت و پارلمان سوئد و کاخ سلطنتی پادشاه سوئد، کارل گوستاف شانزدهم در استکهلم قرار گرفته‌اند. استکهلم همچنان یکی از پررشدترین پایتخت‌های اروپا است.

## اقتصاد
قریب به ۸۵٪ از ساکنان استکهلم در صنایع خدماتی و مشاغل بانکی فعال هستند. این شغل‌ها شامل شرکت‌های فناوری مانند آی‌بی‌ام، اریکسون و الکترولوکس و در مشاغل بانکی همانند شرکت خدمات ملی نوردیا، سوئدبانک، هندلسبانکن و شرکت خدمات مای اس‌ئی‌بی شاغل هستند. نبود نیروگاه‌های با سوخت فسیلی در این شهر سبب شده است که استکهلم پاک‌ترین کلان‌شهر جهان نام بگیرد. همچنین وجود شرکت‌های سهامی خاص همانند شرکت خدمات مالی اسکاندیا و شرکت بیمهٔ فولکسام (بزرگ‌ترین شرکت بیمه در کشور سوئد) در این شهر هم سبب درآمدزایی و هم اشتغال‌زایی بیشتر در این شهر‍ شده است.
یکی دیگر از موارد درآمدزای استکهلم، شرکت چندملیتی تولید پوشاک و لوازم آرایشی اچ اند ام است. گردشگری نیز یکی دیگر از بخش‌های مهم و اثرگذار در اقتصاد شهر است، به‌طوری که این شهر دهمین شهر پربازدید در قاره اروپا است.

## ناوگان حمل و نقل عمومی استکهلم
استکهلم دارای یک سیستم حمل و نقل شهری پیشرفته و سازگار با محیط زیست است که شامل مترو، قطارهای حومه‌ای، تراموا و اتوبوس‌های شهری و حومه‌ای می‌شود. این شبکه توسط شرکت حمل و نقل عمومی استکهلم (SL) اداره می‌شود.

### متروی استکهلم
متروی استکهلم تحت عنوان تونل بانا شامل سه خط اصلی (قرمز، سبز و آبی) است که کمی بیش از ۱۰۰ ایستگاه را پوشش می‌دهد؛ متروی استکهلم در جهان رتبه ۲۲ به لحاظ طول خطوط را دارد و با آثار هنری متنوع در ایستگاه‌های خود معروف است به طوری که به عنوان بزرگ‌ترین گالری هنری جهان شناخته می‌شود،

### قطارهای حومه‌ای
در استکهلم چهار خط قطار حومه‌ای موسوم به پندل تگ در شش مسیر طولانی وجود دارد که همگی از ایستگاه مرکزی شهر استکهلم عبور می‌کنند و به نقاط مختلفی از جمله در شمال استکهلم به اوپسالا و و در جنوب استکهلم به سودرتلیه و نینس هامن می‌رسند.

### تراموا و خطوط ریلی سبک
استکهلم دارای چهار خط تراموا است که به آنها Tvärbanan و Nockebybanan گفته می‌شود. همچنین، دو سیستم ریلی سبک به نام‌های پیست روزلاگ و راه‌آهن دریاچه نمک نیز مشغول خدمات دهی به مسافران محلی هستند.

### اتوبوس‌ها
شبکه گسترده‌ای از اتوبوس‌ها در شهر و حومه استکهلم در بیش از ۵۰۰ خط فعال است که در بین حدود ۶۵۰۰ ایستگاه اتوبوس مشغول حمل مسافران هستند.

### کشتی‌ها و قایق‌ها
خطوط مسافربری آبی نیز توسط قایق‌ها، لنج‌های مسافربری و کشتی‌های کوچک به جزایر نزدیک شهر و درون‌شهری خدمات ارائه می‌دهند.

### سیستم بلیت دهی
بلیت‌های حمل و نقل عمومی استکهلم به صورت الکترونیکی از طریق کارت‌های Access|Sl kort یا کارت‌های بانکی، نرم‌افزار موبایل و دیگر وسایل پرداخت الکترونیکی خریداری می‌شوند. بلیت‌های مختلفی از جمله بلیت‌های یکبار مصرف ۷۵ دقیقه‌ای و کارت‌های سفر بلند مدت مانند کارت‌های ۲۴ و ۷۲ ساعته یا هفتگی، ماهانه و سالانه وجود دارند.

## آموزش

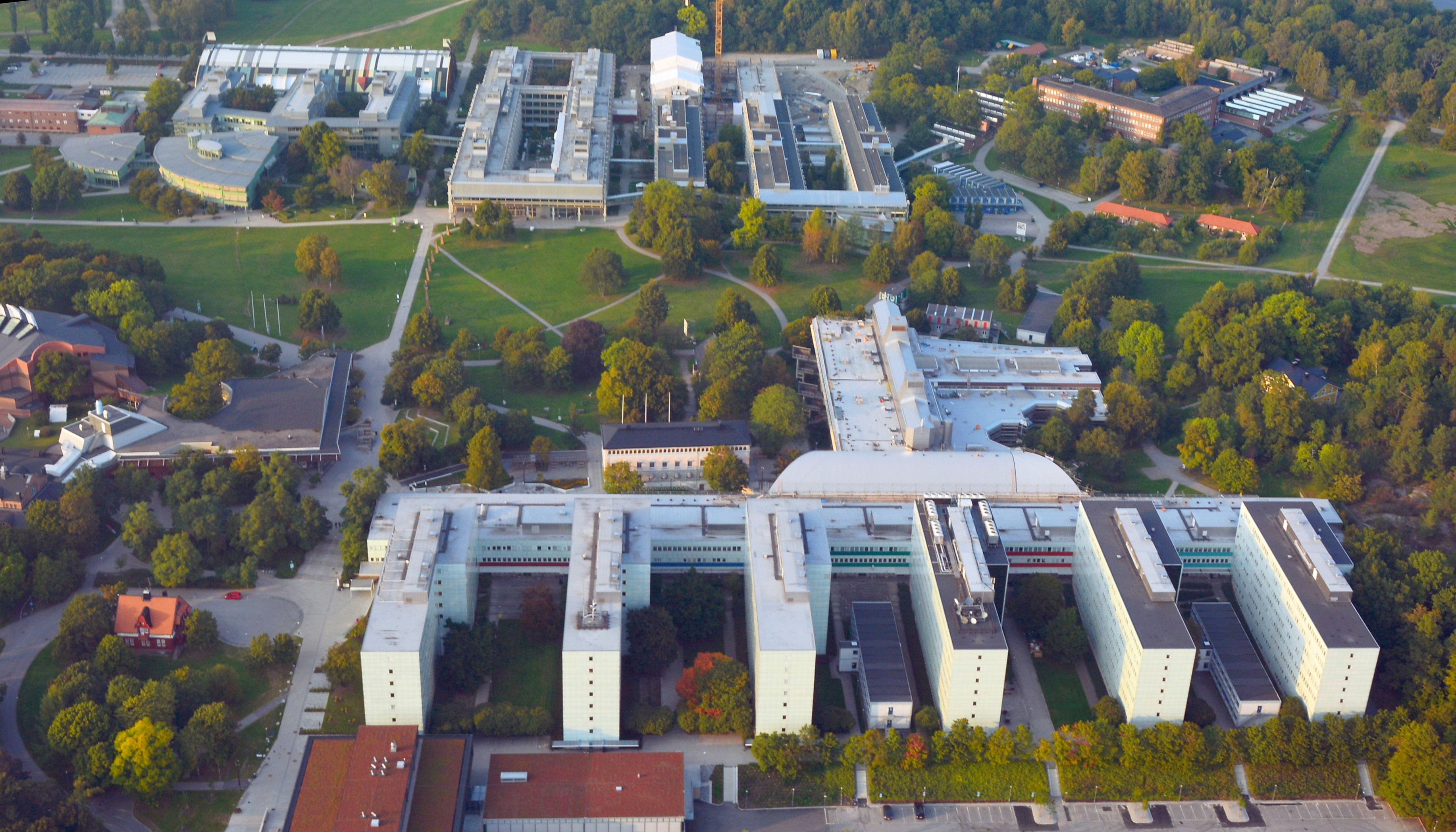
تصویر هوایی از دانشگاه استکهلم.

آموزش دانشگاهی به صورت نوین در این شهر به قرن هجدهم میلادی بازمی‌گردد که در این سده در این شهر به صورت آکادمیک در دانشگاه رشتهٔ پزشکی آموزش داده می‌شد. از دیگر پژوهش‌های آغازین در این شهر می‌توان به ساخت رصد خانه استکهلم در همین سده اشاره کرد. مؤسسه سلطنتی فناوری در سده نوزدهم با نام کوتاه شده KTH یا با آوا نوشت سوئدی (Kungliga Tekniska högskolan) در استکهلم ساخته شد که در این مکان آموزشی که امروزه یکی از مکان‌های آموزشی برتر جهان است رشته‌های همچون زیست‌فناوری، مهندسی برق، علوم رایانه، فناوری اطلاعات و ارتباطات، مهندسی شیمی و دیگر رشته‌ها تدریس می‌شود. از دیگر دانشگاه‌های این شهر می‌توان به دانشگاه استکهلم (دارنده چهار نشان در جایزه نوبل شیمی و دو نشان در جایزه نوبل ادبیات) دانشکده اقتصاد استکهلم، کالج سلطنتی موسیقی استکهلم و انستیتو پزشکی کارولینسکا که در رشته‌های پزشکی و فیزیولوژی جایزه نوبل را اهدا می‌کند.

## فرهنگ

### ادبیات
استکهلم دارای ادیبان زیادی می‌باشد که از معروف‌ترین آن‌ها می‌توان به کارل میکل بلمان شاعر کتاب مانان، اگوست استریندبرگ نویسندهٔ اثر معروف اتاق سرخ و متاهل، یلمار سودربری، ایویند یانسون و اورت توب اشاره کرد.

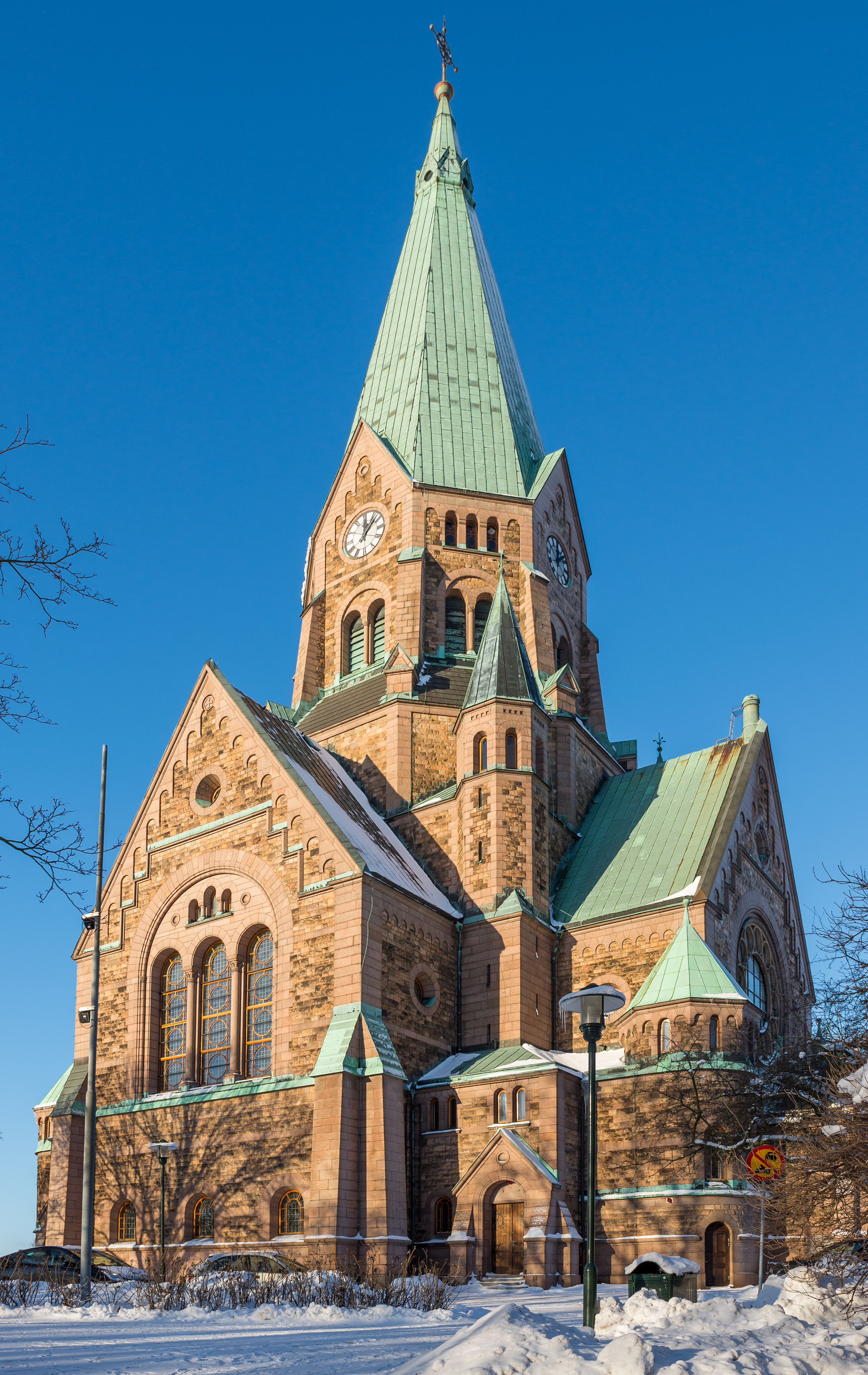
کنیسه صوفیا یکی از کلیساهای مهم در استکهلم سوئد است که به نام ملکه سوئد سوفیا نامگذاری شده است. این بنا در طول یک مسابقه معماری در سال ۱۸۹۹ طراحی شد و در سال ۱۹۰۶ افتتاح شد. این در قسمت شرقی جزیره سودمالم واقع شده است و در قله شمال شرقی پارک ویتا برگن قرار دارد. این کلیسا تحت نظر کلیسای سوئد قرار دارد.

## ورزش
محبوب‌ترین ورزش‌ها در شهر استکهلم، فوتبال و هاکی روی یخ هستند. پرطرفدارترین تیم‌های فوتبال در این شهر باشگاه فوتبال ای‌آی‌کی و دیور گاردن هستند. در هاکی روی یخ نیز باشگاه آی‌ای‌کی محبوب‌ترین باشگاه این شهر است. استکهلم تاکنون یک‌بار در سال ۱۹۱۲ میزبان بازی‌های المپیک تابستانی بوده است. همچنین این شهر در سال ۱۹۵۶ میزبان بازی‌های سوارکاری المپیک تابستانی بوده است. دیگر میزبانی‌های مهم این شهر میزبانی در المپیک کشورهای نوردیک در سال ۱۹۰۱ بوده است.

## نگارخانه

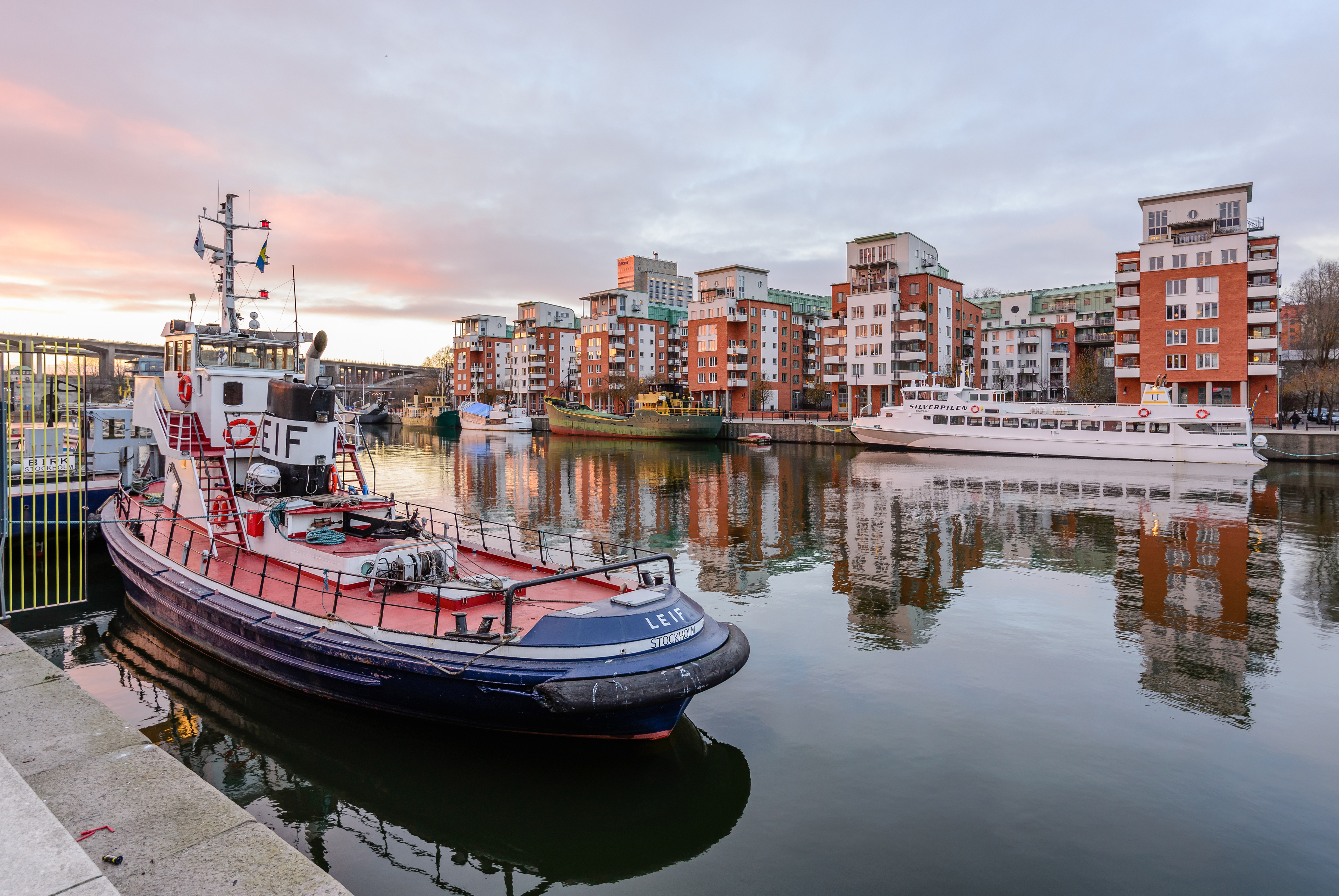
یک یدک‌کش در کانال هاماربی، استکهلم
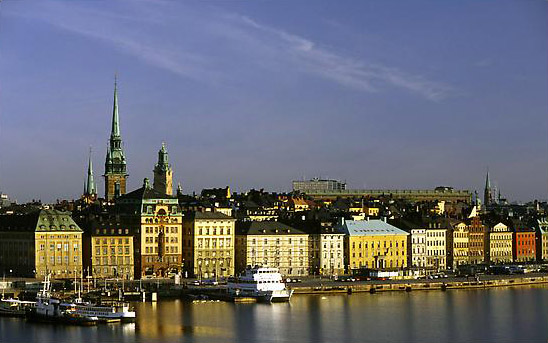
نمای بامدادی از لنگرگاه خپسبرون
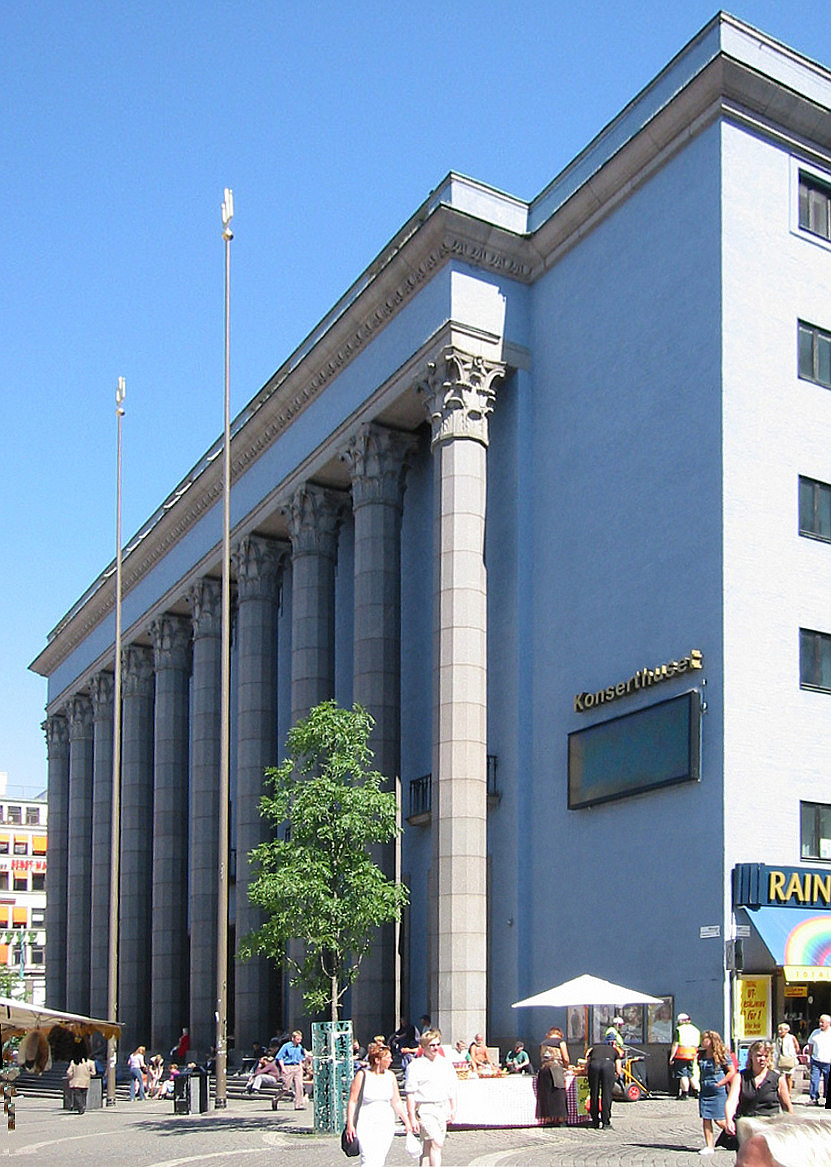
تالار کنسرت استکهلم هرساله میزبان مراسم اهدای جوایز نوبل است.
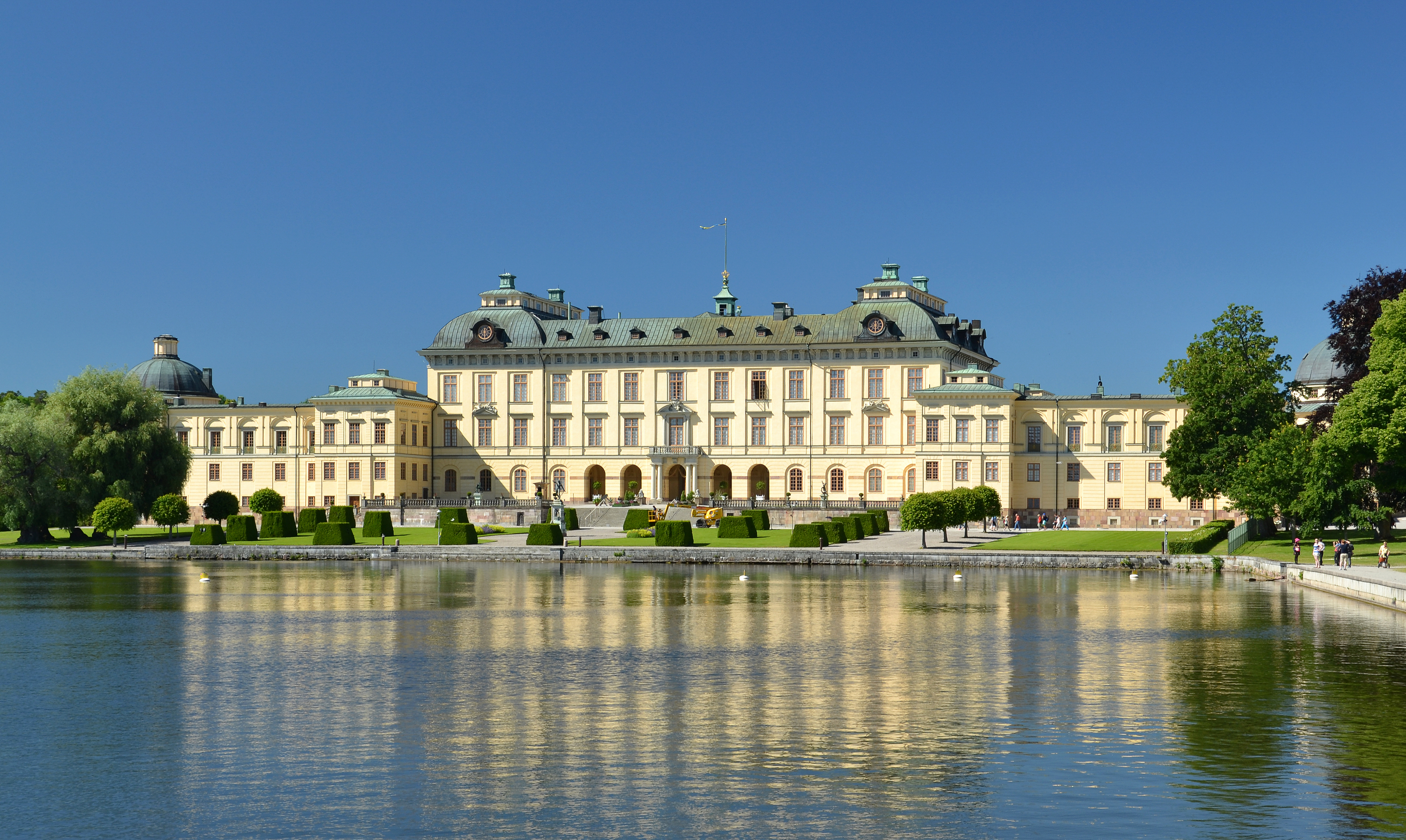
کاخ دروتنینگهلم، در جزیرهٔ لوان در حومهٔ استکهلم محل زندگی خانوادهٔ سلطنتی سوئد است.